# معركة دونغ ين
معركة دونغ ين (東引海戰) صراع بحري بين بحرية جمهورية الصين وبحرية جيش التحرير الشعبي حول جزيرة دونغ ين. في 1 مايو 1965. أدعى الطرفان الفوز، ولكن تم تأكيد فوز جمهورية الصين بعد عام 1989.

## نظرة عامة
في الساعة 0:40 قامت دورية (مدمرة) شمالية في بحرية جمهورية الصين من نوع دونغ جيانغ برد الهجوم على زوارق مدفعية تنتمي إلى بحرية جيش التحرير، وقامت زوارق جيش التحرير بالدوران حول المدمرة، وتم تبادل إطلاق النار من على بعد 500-1000 ياردة. ونتيجة للصراع، غرقت أربع سفن، نضررت إثنتين.